# Факултет по изчислителна техника и автоматизация (ТУ, Варна)
Факултет по изчислителна техника и автоматизация в състава на Технически Университет – Варна.

## История
Факултетът по изчислителна техника и автоматизация в структурата на университета е създаден през 1989. Навлизането на изчислителната техника в ежедневието на съвременното техническо общество обуславя отделянето на факултета и утвърждаването му като основен фактор за няколко години. Първоначално част от факултета са катедрите на основополагащите дисциплини като „Физика“ и „Математика“. Въпреки неблагоприятното развитие на отраслите свързани с производството изобщо и в частност – производство на изчислителна техника, развитието на автоматизацията и компютърната техника през следващото десетилетие превръщат факултета в един от водещите в Технически Университет – Варна.

## Декани на факултета
- доц.д-ринж. Васил Смърков
- доц.д-ринж. Иван Янчев
- доц.д-ринж. Валтер Станчев
- доц.д-ринж. Овид Фахри
- доц.д-ринж. Петър Антонов

## Структура

### катедра Компютърни системи и технологии
Катедра „Изчислителна техника“ е основана като катедра през 1982. Предшественик на катедрата е секция „Изчислителна техника“ в състава на катедра „Радиотехника“ към Електротехнически факултет. Първоначално са били обурудвани три лаборатории за провеждане на упражнения и изследователски дейности. Първите изчислителни машини са IBM и се изучава както техния софтуер, операционни системи и архитектури така и дънните платки и периферните устройства включени към тях. Първоначално преподавателите в катедрата са 10. В края на 80-те освен студенти от съседни страни в катедрата постъпват студенти от Ирак, Сирия, Шри Ланка и Камбоджа. След 2007 специалността Компютърна техника и технологии е на върха сред най-престижните специалности в университета.

#### Ръководители на катедрата
- доц. д-р инж. Борис Очеретько
- доц. д-р инж. Васил Смърков

### катедра Автоматизация на производството
Катедрата е създадена през 1970, като през първата година броят на студентите в различни курсове наброява 300. Технологичния процес навлизащ в индустрията, очертава добри перспективи за катедрата – първоначално в състава на Електротехническия факултет. Първоначалния състав на катедрата е от специалисти от катедра ЕМА към ВМЕИ-Варна и от висококвалифицирани кадри в областта на автоматизацията. Първите преподаватели – Светослав Колев и Николай Пантев, Б. Бангиев и лаборантките В. Ценева и Хр. Петрова имат висок принос за развитието на катедрата.

#### Ръководители на катедрата
- проф. д-р инж. Светослав Н. Колев (1970-1985)
- доц. д-р инж. Митко Ив. Димчев (1985-1990)
- доц. д-р инж. Цвятко Г. Лилов (1990-1994)
- доц. д-р инж. Петър Д. Петров (1994-2009)
- доц. д-р инж. Емил Й. Маринов (2009 - )